# Fleurs de sang
Pour plus de détails, voir Fiche technique et Distribution.
Fleurs de sang est un film franco-suisse d'Alain Tanner et Myriam Mézières sorti en 2002.

## Synopsis
Pam, une jeune fille de 14 ans, vient de tuer son amant, un homme beaucoup plus âgé qu'elle. Lorsqu'elle avait 9 ans, elle accompagnait sa mère qui se produisait dans des cabarets.

## Fiche technique
- Réalisation : Alain Tanner et Myriam Mézières
- Scénario : Myriam Mézières
- Production : Filmograph S.A., Gémini Films, Messidor Films
- Image : Denis Jutzeler
- Musique : Matthew Russell
- Montage : Monica Goux
- Durée : 100 minutes
- Date de sortie : 1er mai 2002
- Interdit aux moins de 12 ans

## Distribution
- Myriam Mézières : Lily
- Bruno Todeschini : Clemente
- Louise Szpindel : Pam (à 14 ans)
- Tess Barthes : Pam (à 9 ans)
- Anne Fassio : Elsa
- Mohamed Fellag : Ali
- Luis Rego : Le directeur du festival Erotico
- Diego Pelaez : Luis Varona

## Critiques
Les Inrocks considèrent que ce film est pour Myriam Mézières une « introspection-exhibition, nourrie d’éléments autobiographiques », et qu'elle y est « exhibitionniste, pathétique, et finit par atteindre une certaine nudité émotionnelle ».